# ديفيد باور (ممثل)
ديفيد باور (بالإنجليزية: David Bauer)‏ مواليد 6 مارس 1917 في شيكاغو - الوفاة 13 يوليو 1973 في لندن، هو ممثل أمريكي بدأ مسيرته الفنية سنة 1958.

## الأعمال
- أنت فقط تعيش مرتين
- باتون
- الماس للأبد

## روابط خارجية
- دايفيد باور على موقع IMDb (الإنجليزية)
- دايفيد باور على موقع أول موفي (الإنجليزية)
- دايفيد باور على موقع قاعدة بيانات الفيلم (الإنجليزية)